# Złotolitka ognista
Złotolitka ognista (Chrysis ignita) – gatunek błonkówki z rodziny złotolitkowatych, jeden z najpospolitszych przedstawicieli rodziny. Występuje w Europie, północnej Afryce i zachodniej Azji, choć dokładny zasięg jest niepewny.  
Ciało złotolitki ognistej jest metalicznie połyskujące, z niebieskozieloną głową i tułowiem oraz czerwonym odwłokiem. W zagrożeniu potrafi zwinąć się w kłębek, eksponując na zewnątrz twardy pancerzyk.